# Wyzgi
Wyzgi – wieś w Polsce, położona w województwie podlaskim, w powiecie sokólskim, w gminie Kuźnica.
| SIMC    | Nazwa  | Rodzaj  |
| ------- | ------ | ------- |
| 0033554 | Kuścin | kolonia |

## Historia
W 1921 roku wieś liczyła 19 domów i 92 mieszkańców (48 kobiet i 44 mężczyzn), wszyscy mieszkańcy wsi byli wówczas wyznania prawosławnego.
W latach 1975–1998 wieś administracyjnie należała do województwa białostockiego.

## Religia
W strukturze Kościoła Prawosławnego wieś należy do parafii pw. Podwyższenia Krzyża Pańskiego, a wierni kościoła rzymskokatolickiego należą do parafii Opatrzności Bożej w Kuźnicy Białostockiej.